# Срамно лето
Срамно лето је југословенски филм из 1969. године.